# پاولوس کاگیالیس
پاولوس کاگیالیس (انگلیسی: Pavlos Kagialis؛ زادهٔ ۱۴ ژوئیهٔ ۱۹۸۴) قایقران قایق بادبانی اهل یونان است.